# Chieulles
Chieulles là một xã trong vùng Grand Est, thuộc tỉnh Moselle, quận Metz-Campagne, tổng Montigny-lès-Metz. Tọa độ địa lý của xã là 49° 09' vĩ độ bắc, 06° 13' kinh độ đông. Chieulles nằm trên độ cao trung bình là 190 mét trên mực nước biển, có điểm thấp nhất là 162 mét và điểm cao nhất là 223 mét. Xã có diện tích 2,61 km², dân số vào thời điểm 1999 là 350 người; mật độ dân số là 134 người/km². Xã nằm vài km về phía đông bắc của Metz.

## Thông tin nhân khẩu
| 1962 | 1968 | 1975 | 1982 | 1990 | 1999 |
| ---- | ---- | ---- | ---- | ---- | ---- |
| 67   | 78   | 20   | 203  | 301  | 350  |